# Vlag van Nenetsië
De vlag van Nenetsië is in gebruik sinds 25 september 2003. De vlag is wit met blauwe en groene strepen langs de basis. Het witte veld beslaat ongeveer 2/3 van de vlaghoogte en symboliseert zuiverheid, gemoedsrust en de oorspronkelijke aard van de regio. Blauw staat voor standvastigheid en oneindigheid. Groen symboliseert jeugd, hoop en vitaliteit. De blauwe en witte strepen worden gescheiden door een zich herhalend horizontaal ontwerp (afwisselend blauw en wit) dat bestaat uit een traditioneel geweiachtig ornament uit de cultuur van de regio.